# ترنیک
ترنیک روستایی در دهستان تیتکانلو بخش خبوشان شهرستان فاروج استان خراسان شمالی ایران است. اهالی این روستا به زبان کردی کرمانجی سخن می گویند.

## جمعیت
بر پایه سرشماری عمومی نفوس و مسکن در سال ۱۳۹۵ جمعیت این مکان ۲۶۳ نفر (۸۰خانوار) بوده‌است.